# 法属圣多明戈
法属圣多明戈是法国在加勒比海地区的殖民地，即现在的海地。该地原属西班牙，是西属西印度群岛的一部分，1697年根据雷斯威克條約该地被割让给法国，之后便称为法属圣多明戈。
1790年，法属圣多明戈爆发反对法国殖民统治的黑奴起义，并坚持斗争直到1803年11月驱逐全部的法军。1804年1月，法属圣多明戈宣布独立建国，即海地。